# (473079) 2015 HC115
(473079) 2015 HC115 es un asteroide perteneciente al cinturón de asteroides, descubierto el 14 de septiembre de 2007 por el equipo del Catalina Sky Survey desde el Catalina Sky Survey, Arizona, Estados Unidos.

## Designación y nombre
Designado provisionalmente como 2015 HC115.

## Características orbitales
2015 HC115 está situado a una distancia media del Sol de 2,697 ua, pudiendo alejarse hasta 3,268 ua y acercarse hasta 2,126 ua. Su excentricidad es 0,211 y la inclinación orbital 9,616 grados. Emplea 1618 días en completar una órbita alrededor del Sol.

## Características físicas
La magnitud absoluta de 2015 HC115 es 16,6.